# Diwang International Fortune Center
Il Diwang International Fortune Center (in cinese: 地王国际财富中心S) è un grattacielo alto 303 metri che si trova nella città-prefettura di Liuzhou, nella regione autonoma di Guangxi, in Cina. L'edificio, costruito tra il 2008 ed il 2015, conta un totale di 72 piani (più ulteriori 3 piani sotterranei). La torre, posta al centro della città, rappresenta il primo edificio di Liuzhou ad aver superato i 300 metri.